# Rubén Almanza
Ruben Almanza es un exfutbolista peruano. Jugaba como defensa central.

## Trayectoria
Integró la Selección de fútbol del Perú sub-20 que participó en el Campeonato Sudamericano Sub-20 de 1999 y marcó un gol. Ese mismo año ascendió al primer equipo del Sporting Cristal y debutó en la Primera División del Perú. Almanza jugó en la Copa Perú por Asociación Deportiva Tarma y Defensor Zarumilla donde se retiró.

## Clubes
| Club                       | País | Año       |
| -------------------------- | ---- | --------- |
| Sporting Cristal           | Perú | 1999      |
| Juan Aurich                | Perú | 2000      |
| Deportivo Coopsol          | Perú | 2001      |
| Deportivo Municipal        | Perú | 2004      |
| La Peña Sporting           | Perú | 2005-2006 |
| Deportivo Aviación         | Perú | 2007-2008 |
| Sport Huancayo             | Perú | 2009      |
| Deportivo Coopsol          | Perú | 2009-2010 |
| Asociación Deportiva Tarma | Perú | 2010-2011 |
| Defensor Zarumilla         | Perú | 2012-2013 |